# Sierra del Merendón

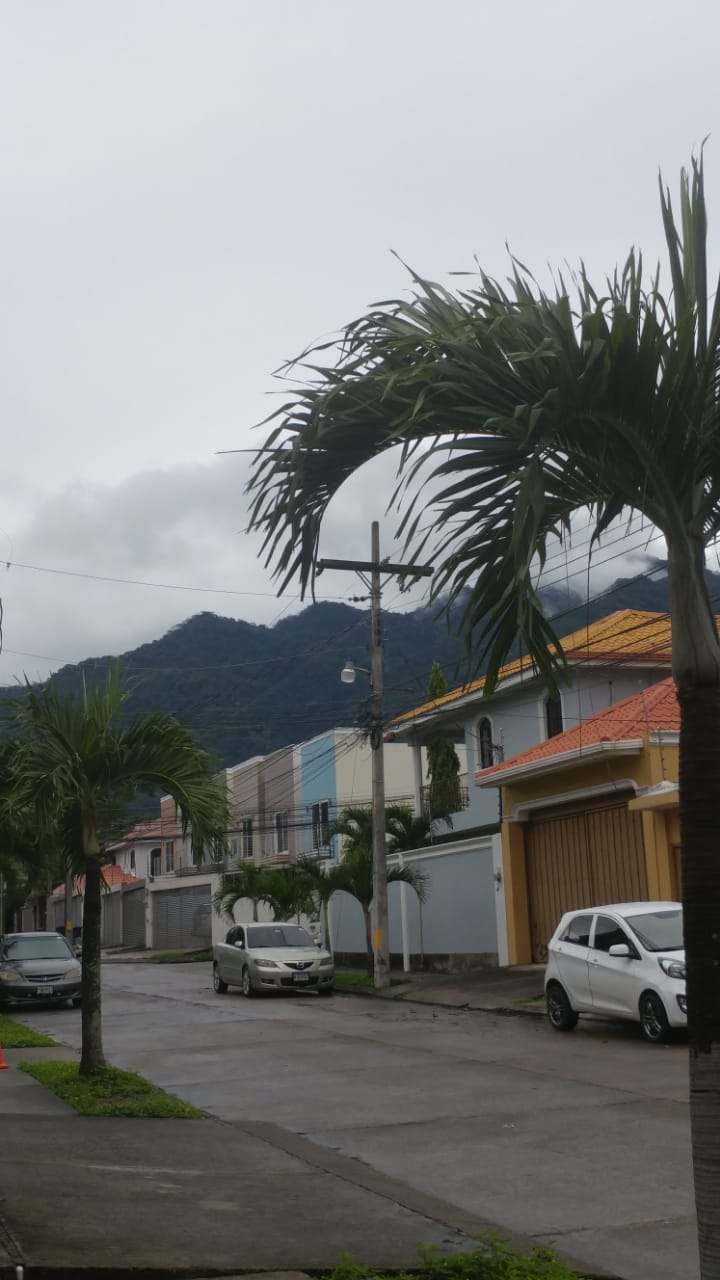
Vista de la Sierra del Merendón desde San Pedro Sula, Cortés, Honduras.

La sierra del Merendón es una cordillera situada en la frontera oriental de Guatemala y Honduras. Discurre de oeste a este los departamentos de Zacapa e Izabal en Guatemala, y de Santa Bárbara y Cortés en Honduras. El lado suroeste está delimitado por el río Lempa, y en el norte por el río Motagua. 
Tiene una gran diversidad de biomas y hábitats, incluyendo bosque nuboso. 
El parque nacional Cusuco fue creado en el lado hondureño de la cordillera para proteger un área de 23.440 hectáreas de bosque templado. La zona núcleo se ubica en una altitud de 1800-2242 m s. n. m. (15° 29.8' − 15° 32.1' N, 88° 13.0' − 88° 16.3' O).
```
La Aldea más visitada de la cordillera del merendo, es Bueno Aires de bañaderos
```